# Anarchie

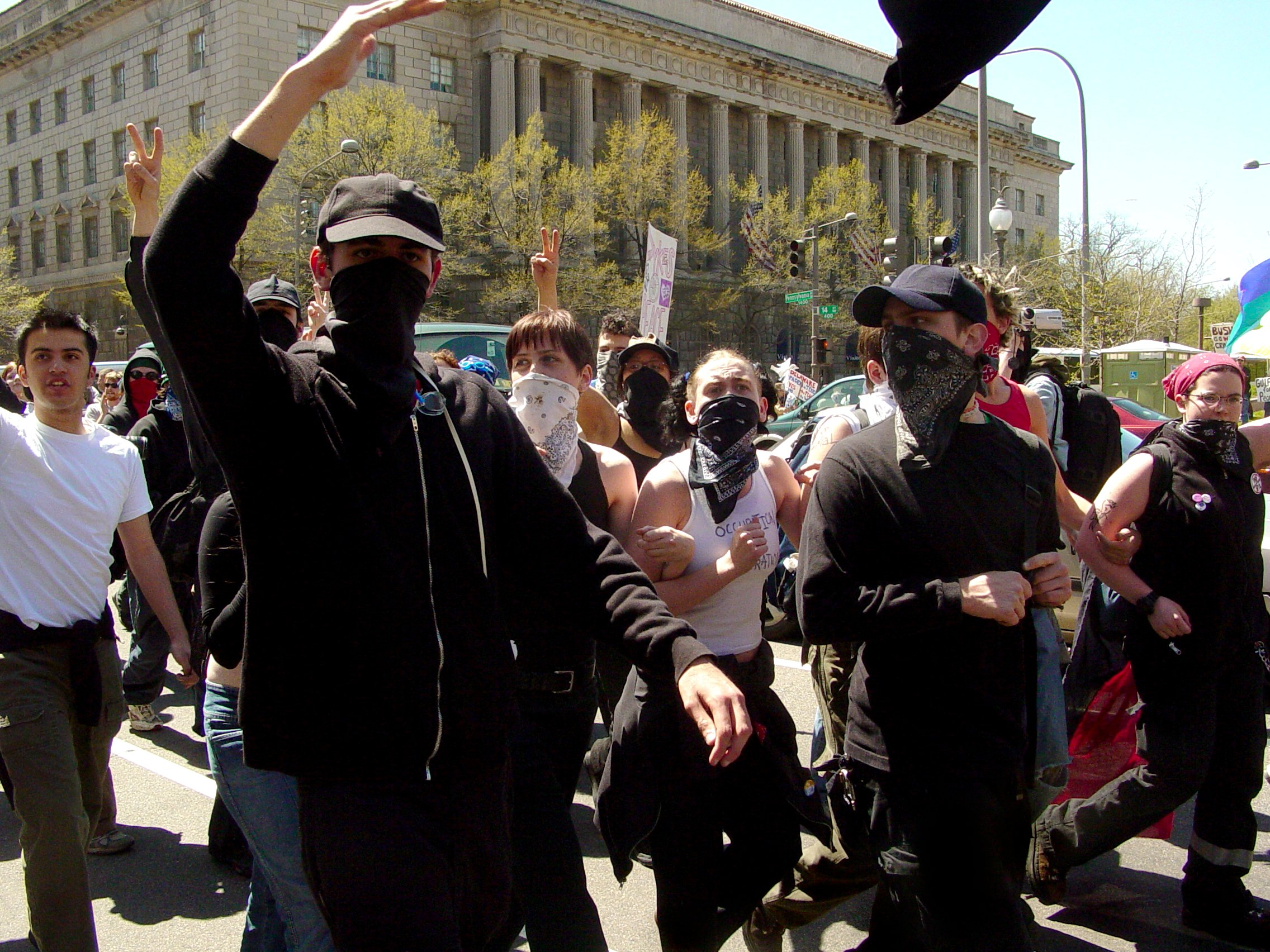
Protiválečná demonstrace anarchistů (Black Bloc) ve Washingtonu, D.C., 12. dubna 2003

Anarchie (z řec. an-arché, příd. jméno anarchický) je stav bezvládí. Naproti tomu anarchismus je politická ideologie, jejímž cílem je nastolit anarchii. „Anarchismus lze definovat jako odmítání hierarchií (stálých struktur nadřízenosti a podřízenosti), jako je kapitalismus, rasismus nebo sexismus, a společenské chápání svobody, v němž je přístup k hmotným prostředkům a svoboda druhých nezbytným předpokladem osobní svobody.“
Anarchie jako stav společnosti často vzniká pádem autority. Historická zkušenost, například Velké francouzské revoluce nebo Říjnové revoluce ukazuje, že nastalá anarchie může vyvolat teror. Proto se lidské společnosti anarchii většinou vyhýbají a brání. Anarchie však netrvá příliš dlouhou dobu a po čase bývá znovu vystřídána obecnou slučující autoritou (viz uvedené příklady). Anarchismus vychází ze skutečnosti, že vlády a držitelé moci často společnost utiskují a omezují lidské svobody. Proto chtějí donucení nahradit samosprávou na čistě dobrovolném základě. Od demokracie se ovšem liší tím, že netrvají na dodržování zákonů, jež naopak pokládají za nástroj útisku.

## Typy anarchie
Anarchii tedy obvykle vnímáme v negativním významu jako bezvládí během mimořádných politických situací jako jsou občanské války (Španělská občanská válka), revoluce (Velká francouzská revoluce) či rozsáhlé přírodní katastrofy. Anarchismus ji však vnímá jako žádoucí stav svobodné společnosti se samosprávnou organizací bez politické moci či vlády, tj. bez donucovacích autorit. V anarchii, na rozdíl od zákonů a donucovací státní moci, by určujícím popudem k jednání byla přirozená spontaneita, svobodná vůle a solidarita. První, kdo naplnil pojem anarchie pozitivním významem, byl francouzský socialista Pierre-Joseph Proudhon:
| „                        | Nejvyšší dovršení společnosti spočívá ve spojení pořádku a anarchie. | “ |
| — Pierre-Joseph Proudhon |                                                                      |   |

Pojem anarchie se nejčastěji spojuje s představou chaosu a zmatku. Anarchisté si však představují organizovanou společnost, která se řídí zásadou solidarity a dobrovolně přijímaným zvykovým a přirozeným právem.
Jako anarchické je charakterizováno prostředí mezinárodních vztahů, neboť nad všemi státy nestojí žádná politická a bezpečnostní autorita, která by mezinárodní systém organizovala. Přesto se už od 17. století Evropané pokoušeli ustanovit mezinárodní právo, které sice nepočítá se svrchovanou autoritou, nicméně vytvořilo dlouhou řadu pravidel a konvencí, které prosazuje OSN.

## Anarchie v historii

### Antika
V antickém Řecku bylo užíváno především přídavné jméno anarchos, které znamená bez vlády/vládce. To znamená jakoukoliv skupinu bez autority, ať už se jedná o společenství bez vůdce, námořníky bez velitele či armádu bez vojevůdce. Z tohoto slova se vyvinul pojem anarchia, který označoval stav bez vlády čili mocenské vakuum a nástup politického chaosu.
Dle Platóna a Aristotela u demokratického zřízení hrozí, že se lehce promění v anarchii. Anarchii doprovází také ataxia čili absence řádu nebo anomia, absence zákona.

### Středověk
Další rozvržení známe od italského filosofa Niccola Machiavelliho, který se vrátil k pojetí Platóna a Aristotela, a anarchii chápal jako úpadek demokracie. Dělí formy státu na dvě skupiny. Zřízení první skupiny, monarchie, aristokracie a demokracie, jsou brána jako pozitivní, jejich opaky vidí Machiavelli v tyranii, oligarchii a právě v anarchii. Erasmus Rotterdamský a Jan Kalvín vnímali anarchii dokonce jako škodlivější než tyranii, ve které zbyl alespoň částečný řád.

### Novověk
Dle osvícenských francouzských filosofů Voltaira a Diderota se každá vláda přiklání buď k despotismu (tj. zneužití monarchie) nebo k anarchii (tj. zneužití republiky). Anarchie však dle Diderota je z těchto dvou ta méně škodlivá. Básník a filosof Friedrich Schlegel považoval anarchii v mládí za stav absolutní svobody, později ji však odmítal. Mezi výslovné zastánce různých forem anarchismu patřili Pierre-Joseph Proudhon (anarchismus vzájemnosti), Max Stirner (individualistický anarchismus), Michail Alexandrovič Bakunin (kolektivistický anarchismus) nebo Lev Nikolajevič Tolstoj (pacifismus).

## Anarchie v praxi
V této sekci jsou popsány příklady z historie, kdy se anarchistické teorie přiblížily k realizaci. Je třeba si uvědomit, že v níže uvedených příklad se jedná o anarchii záměrně vyvolanou, kterou je třeba odlišit od bezvládí vzniklého nefunkčností státu, jako tomu je např. v Somálsku a jiných oblastech násilných konfliktů.

### Anarchie ve Španělsku
Anarchismus ve Španělsku nastartoval Giuseppe Fanelli (vyslán Michailem Bakuninem, aby získával nové členy do první internacionály). Roku 1868 spustil Fanelli horečnou anarchistickou propagandu, nejvíce cílenou na zemědělce a pracující třídu. Své příznivce však anarchie našla i v měšťanech. Původní anarchistické myšlenky byly ve Španělsku uchovávány po desetiletí.
Odnož první internacionály ve Španělsku se nazývá Španělská federace. Ta měla roku 1870 velkou schůzi v Barceloně, kde se probírala budoucí činnosti internacionály. Marxistické složky představily své plány do budoucna, které obsahovaly celkovou centralizaci a rozdělení na 5 tržních sekcí s různými výbory. To se samozřejmě neshodovalo s anarchistickými myšlenkami, takže španělští anarchisté začali protestovat, což vyústilo v jejich vyloučení z internacionály roku 1872. Ve Španělsku byl za dob první internacionály relativní klid, násilnické tendence anarchistů se začaly projevovat až v devadesátých letech devatenáctého století, kdy se rozmáhaly po celé Evropě. Heslem té doby se stalo „Propaganda činem!“, což byl pokus mezinárodní anarchistické scény se zviditelnit a upozornit na sebe. Tím začaly celosvětové teroristické tendence anarchistů – vraždy italského krále Umberta I., rakouské císařovny Alžběty Bavorské (Sissi), amerického prezidenta Williama McKinleyho a atentáty na další významné osobnosti přelomu tisíciletí.
Za jeden z prvních teroristických činů španělských anarchistů lze považovat bombový útok na divadlo v Barceloně, který 7. listopadu 1893 spáchal Santiago Salvador. Do davu vhodil 2 bomby, z čehož explodovala jen jedna a usmrtila 22 lidí. Následně se ve Španělsku rozmohlo stíhání anarchistů a přes stovku jich bylo zatčeno a mučeno. Během následujícího roku byl mezi popravenými i Santiago Salvador.
Po této zkušenosti se anarchisté ve Španělsku na dva roky stáhli do ústraní. Další bomba explodovala 7. června roku 1896 při průvodu Slavnosti Těla a Krve Páně, při ní zemřelo 6 lidí a přibližně 40 jich bylo zraněno. Na začátku tohoto průvodu šel důležitý armádní generál Despuyols a barcelonský biskup , ani jeden z nich však nebyl zraněn, protože bomba byla vržena až na samý konec průvodu, takže všechny její oběti byli prostí občané. Brutalita, která po této události následovala ze strany španělské vlády, se začala nazývat “druhou španělskou inkvizicí”. Přes 400 lidí bylo vězněno a mučeno v podzemí Montjuïckého hradu. Některé záznamy popisují, jak vyšetřující strhávali nehty vězňům při výsleších a ukrajovali jim postupně části těla, věšeli je za ruce a prováděli na nich podobná zvěrstva. To celé umožnil jeden muž – na samém vrcholu výkonné moci stál tehdejší premiér Antonio Cánovas del Castillo, který zavedl brutální stíhání anarchistů – a také za to zaplatil životem roku 1897, kdy ho italský anarchista Michele Angiolillo zastřelil v lázních.
Roku 1909 nastal ve Španělsku takzvaný tragický týden, který ovlivnily zejména dvě události – v Barceloně byla zavřena textilní továrna s osmi sty zaměstnanci (kteří tím přišli o práci), takže se celkové mzdy pracujících snížily, protože byla zvýšená nabídka na trhu práce, ve stejný čas španělská armáda povolala aktivní i pasivní zálohy do Maroka. Muži v záloze však neměli nejmenší chuť bojovat za španělský kapitalismus a už vůbec se jim nelíbila představa, že by pro něj mohli položit život. Nato se ve Španělsku samovolně a neorganizovaně strhly obrovské protesty, kdy lidé napadali policejní stanice, ničili železniční komunikace a v ulicích se objevily barikády. Na 80 kostelů bylo při těchto protestech zničeno a 6 lidí zabito. Nato přišel obrovský útlak ze strany španělské vlády – byly uzavřeny novinové redakce a liberální školy a na Katalánsko bylo uvrženo stanné právo.
Mezi lety 1917 a 1921 a 1931 a 1937 bylo na vrcholu anarchosyndikalistické hnutí Confederación Nacional del Trabajo (CNT), založené roku 1910. Jeho vliv postupem času klesal a narůstal podle současné situace, CNT bylo nestabilní uskupení, které se vždy z ničeho nic vynořilo ve velkém měřítku, chyběla mu časová návaznost a zeměpisná celistvost, ale vždy byla jeho přítomnost nějakým způsobem cítit. Ať už šlo o jednorázové masově protesty, filosofii svobody a kolektivní výroby či prosazování zrušení státního zřízení.
Roku 1917 anarchističtí socialisté postavili barikády a snažili se zamezit pozemní komunikaci v zemi, načež vláda reagovala vysláním armády do ulic a zabitím sedmdesáti lidí. V té době mělo už CNT na milion členů. Dva roky nato byly opět sníženy platy v Barceloně a 100 000 pracovníků začalo stávkovat a protestovat v ulicích. V Barceloně bylo opět vyhlášeno stanné právo, ale protesty pokračovaly a demonstranti začali vyžadovat propuštění všech politických vězňů a zavedení osmihodinových směn (ty byly nakonec doopravdy zavedeny a Španělsko se tak stalo první zemí s takovým omezením pracovní doby).
Poté, co generál Franco vyhrál roku 1939 občanskou válku, popularita anarchismu ve Španělsku ještě vzrostla (a to hlavně v Barceloně). Franco nechal popravit tisíce politických vězňů a stíhání anarchistů nabralo velké rozměry. V některých věznicích byla kapacita překročena až čtrnáctkrát. Bylo běžnou praxí, že se lidé popravovali na ulicích bez pádných důvodů. Anarchisté se pokusili o atentát na Franca přibližně třicetkrát, ani jeden z pokusů nebyl úspěšný.

### Anarchie na Ukrajině
Ústřední postavou anarchistického hnutí na Ukrajině byl Nestor Machno, který začal s anarchistickou aktivitou již ve svých 18 letech. V roce 1906 se ve svém rodném Huljajpoli připojil k místní rolnické anarchokomunistické skupině páchající přepady a další zločiny. V roce 1908 byla ale skupina odhalena, Machno uvězněn a odsouzen k trestu smrti. Ten mu byl nakonec zmírněn na doživotí a Machno byl přepraven do moskevského vězení, kde pod vlivem spoluvězně Pjotra Aršinova rozvíjel a prohluboval anarchistické myšlenky.
V roce 1917 byl Machno v rámci Únorové revoluce spolu s dalšími politickými vězni propuštěn a vrátil se do Huljajpole. Jako všichni ostatní revolucionáři po celém Rusku vracející se z exilu nebo vězení se Machno těšil obrovské oblibě. Využil svých známostí, oživil anarchokomunistickou skupinu, která stejně jako další anarchistická hnutí té doby přejímala myšlenky Petra Kropotkina, a začal se věnovat revolucionářské aktivitě. Byl zvolen do řídícího výboru rolnického sdružení v Huljajpole, které paralyzovalo sociální komisi podporující prozatímní vládu a stalo se tak nejvyšším orgánem moci v regionu. Byl to právě řídící výbor, který měl na starosti každodenní záležitosti, ale i politické otázky. Jeho členové nebyli voleni, nýbrž kooptováni mezi aktivisty, podobně jako bolševické sověty. Anarchokomunistický systém moci se opíral o síť masových organizací, které podporovaly Machnovu politiku: odbory, komise dělníků a rolníků a lidová shromáždění. Prostřednictvím těchto shromáždění zjišťovali, jaké je veřejné mínění, sloužila zároveň jako lidové soudy. Machno na nich často vystupoval a jako dobrý řečník zde utvrzoval svojí popularitu mezi obyvatelstvem.
V oblasti zemědělství se hlavním úkolem anarchistů stalo přerozdělení půdy vlastněné velkostatkáři a šlechtou. Na prvním sdružení místních sovětů Machno tento požadavek přednesl s tím, že měli být zbaveni půdy, kterou nejsou schopni kultivovat vlastní prací. Už v červenci roku 1917 rolníci přestali platit poplatky za obhospodařování půdy. Aby se vyhnuli rozprodání úrody, založili půdní výbory a ustanovili stráže hlídající úrodu před velkostatkáři a šlechtou. Sklizená úroda po zavedení tohoto opatření byla největší z celé provincie. V září téhož roku sdružení sovětů v Huljajpole oznámilo konfiskaci šlechtou vlastněné půdy a fakticky tak vyřešil „otázku půdy“ ještě před řešením na celostátní úrovni. Lídr eserů Viktor Černov navrhoval stejné kroky, které anarchisté v Huljajpoli uskutečňovali v praxi. V reakci na Kornilovův puč ustanovili Machnisté vlastní výbor na obranu revoluce, který měl pod záštitou sovětu a za užití zkonfiskovaných zbraní bránit region od vnějších zásahů a v jeho čele stál Nestor Machno.
V době říjnové revoluce už měl Machno zavedený systém sovětů a v lecčems ty Leninovy převyšoval. Hlavní rozdíl byl však ve vnímání sovětů. Zatímco v Leninově pojetí šlo o hierarchickou složku moci, u Machna šlo o garanty práv dělnických a rolnických organizací. I přesto Machno Lenina podporoval a svým následovníkům doporučil hlasovat pro bolševiky.
Zlomovým momentem v historii Machnovščyny bylo podepsání Brestlitevského míru v březnu roku 1918, který přenechával kontrolu nad Ukrajinou Centrálním mocnostem. Německá a rakousko-uherská vojska byla nad síly koalice eserů, bolševiků a anarchistů, kteří k tomu ještě utrpěli porážku v jejich baště v Huljajpoli, kde ukrajinští nacionalisté (také podporování Centrálními mocnostmi) provedli úspěšný puč. Machno uprchnul do Moskvy, s pomocí bolševiků se však zanedlouho vrátil a zformoval partyzánský oddíl, který vedl boj jak proti zahraničním armádám, tak proti domácím velkostatkářům.
Po odchodu zahraničních vojsk z Ukrajiny začali Machnisté kontrolovat celou Záporožskou oblast. Machno podnikl kroky nutné k transformaci jeho hnutí z ničivého rolnického povstání na sociální revoluční hnutí představující nejvyšší sílu v regionu, který kontrolovalo. Vzhledem k tomu, že území bylo relativně stabilní, se Machno rozhodl, že nadešel čas na přidání náležitých demokratických institucí do anarcho-vojenského prostředí. Konkrétně šlo o Vojenský revoluční sovět. Pokračovala tak již v roce 1917 započatá snaha o vytvoření samostatně spravované anarchistické společnosti. Za tímto účelem bylo svoláno shromáždění sovětů, které Machnisté uznávali jako nejvyšší orgán moci. Shromáždění se sešlo třikrát v první polovině roku 1919 a jejich rezoluce korespondovaly s anarchistickými myšlenkami. Za cíl si dali vybudovat „novou, svobodnou společnost bez nařízení tyranie a příkazů, bez vládnoucích vlastníků půdy, bez podřízených otroků, bez bohatých nebo chudých.“ V průběhu svojí existence musela Machnovščyna prakticky neustále čelit útokům ze strany účastníků ruské občanské války, které se dařilo odrážet i díky Machnovým taktickým schopnostem. Když se však proti Machnovščyně obrátila vítězná bolševická strana, anarchisté se už ubránit nedokázali.

### Dánská Christianie
Ideálu anarchie se hodně přiblížila část Kodaně, zvaná Christiania. Občané se zde řídí anarchistickými idejemi už od roku 1971, kdy okupovali opuštěná kasárna, roku 2011 však území řádně koupili. Dánové je berou jako autonomní komunu, město jim zajišťuje běžné komunální služby a anarchisté jsou zavázáni platit některé náklady. Sami sebe považují za mikronárod. Žije jich tu asi 850, mají vlastní vlajku a státní úředníky. Platí zde zákaz tvrdých drog a automobilů, když se však oblast stala rejdištěm dealerů měkkých drog, jejich násilné konflikty musela řešit dánská policie.